# Efeito Scrooge
O efeito Scrooge é um fenómeno psicológico que descreve uma mudança comportamental notável em indivíduos em direção ao aumento da generosidade e do altruísmo após encontros com a mortalidade ou com o medo existencial. Enfatiza que a compreensão da mortalidade motiva os indivíduos a abraçar valores culturais e a envolver-se em atividades que proporcionam significado e transcendência além do conceito de morte. Correspondendo à teoria da gestão do terror, o efeito Scrooge propõe que a apreensão existencial pode estimular mudanças positivas no comportamento. Os indivíduos podem priorizar atos de bondade e filantropia como mecanismos de enfrentamento para lidar com a mortalidade e reafirmar o seu sentido de propósito. Estudos empíricos sugerem que adversidades pessoais, como doenças graves, adversidades financeiras ou o luto de um ente querido, podem instigar uma conduta pró-social, fomentando sentimentos de generosidade e empatia. O efeito Scrooge oferece uma estrutura conceitual dentro da psicologia para examinar os determinantes que influenciam os comportamentos altruístas e os mecanismos subjacentes que impulsionam as experiências transformadoras.

## Ebenezer Scrooge
"Um Conto de Natal", publicado em 1843 por Charles Dickens, tornou-se um clássico natalino que gira em torno de Ebenezer Scrooge, um homem idoso e rico que o leitor conhece como sendo amargo e frio. Durante a noite de véspera de Natal, ele é visitado por três fantasmas que lhe deixam lições que guiam Scrooge através de um reconhecimento. O fantasma do Natal Futuro revela a Scrooge o seu futuro, no qual ele morre sozinho e não é lamentado por ninguém. Este encontro lembra-o de mudar o seu comportamento doando dinheiro para instituições de caridade, sendo gentil com os outros e passando tempo com a sua família. A transformação do personagem Ebenezer Scrooge serve como um lembrete atemporal da importância da redenção, da compaixão, da reflexão e do verdadeiro significado do espírito natalício. O romance de Charles Dickens serve como um lembrete do verdadeiro significado da vida e lembra ao leitor a importância da mortalidade. Este romance critica certos aspetos sociais, como a injustiça social, a pobreza, a desigualdade e, por último, os efeitos desumanizadores da ganância, exemplificando o fenómeno do efeito Scooge. Portanto, o clássico conto de Natal de Charles Dickens conecta-se à teoria da gestão do terror e ao efeito Scrooge.
A teoria da gestão do terror gira em torno da ideia de que o pensamento de morrer deve encorajar as pessoas a agirem de forma pró-social. No caso do protagonista deste romance, ele não segue as normas sociais em termos de gentileza e empatia. Quando lembrado da solidão da sua própria morte, a teoria da gestão do terror entra em jogo e dá-lhe uma nova perspetiva sobre o que é importante na vida.

## Estudos
A história de Dickens levanta a hipótese da seguinte consequência da relevância da mortalidade: o comportamento generoso leva à crença de que alguém é um membro significativo e valioso na sua própria construção do mundo, e o confronto com a mortalidade deve levar a atos mais gentis e benevolentes. Esta hipótese foi testada por Pyszczynki et al. nos EUA em 1996. 17 participantes do sexo masculino e 14 do sexo feminino foram entrevistados sobre a importância de diversas instituições de caridade, localizadas em frente a uma funerária ou a alguns quarteirões de distância. Os resultados mostraram que as pessoas com vista direta para a funerária eram mais propensas a avaliar as instituições de caridade favoravelmente. Tal como o Sr. Scrooge de Dickens, as pessoas que se deparam com a sua própria mortalidade, neste caso ao estarem em frente a uma funerária, encaram a doação a instituições de caridade de uma forma mais favorável. Pyszczynski et al. descobriram que existe alguma forma de favoritismo dentro do grupo em relação à escolha da caridade. 27 estudantes de psicologia introdutória, dos quais 18 eram mulheres e 9 homens, receberam US$1,50 como “compensação” no início do estudo e foram convidados a doar uma pequena quantia de dinheiro para a instituição de caridade da sua escolha mais tarde na experiência. As pessoas doaram mais dinheiro para uma instituição de caridade americana de construção de casas do que para uma instituição de caridade educacional internacional. É por isso que é preciso ter em mente que o efeito Scrooge tem limitações. O favoritismo do grupo em relação à saliência da mortalidade também foi demonstrado em estudos posteriores. Com base na investigação de Pyszczynski et al. em 1996, outro estudo foi conduzido por Zaleskiewicz et al. em 2014 para investigar mais profundamente o efeito Scrooge usando o jogo do ditador (Estudo 1), o jogo do ultimato (Estudo 2) e uma situação quase naturalista (Estudo 3). Eles levantaram a hipótese de que lembretes da própria mortalidade aumentariam o comportamento pró-social, levando a uma distribuição mais generosa de recursos financeiros, e tal comportamento, por sua vez, suprimiria pensamentos relacionados à morte. Mais uma vez, é isso que o Sr. Scrooge está a tentar causar. A saliência da mortalidade previa a quantidade de dinheiro enviada ao outro jogador nos jogos, o que é interpretado como maior alegria somente por dar. Estes estudos foram projetados especificamente para investigar apenas o efeito Scrooge. Como esse fenómeno está conectado à teoria da gestão do terror, as investigações geralmente associam o efeito à teoria.

## Teoria da Gestão do Terror
O efeito Scrooge, um conceito que investiga a correlação entre o comportamento humano e a perceção da própria mortalidade, pode ser explicado pela Teoria da Gestão do Terror (TGT). Ela afirma que o medo inato das pessoas de morrer leva-as a buscar estratégias para satisfazer a sua ansiedade pela morte, preservando os seus valores e crenças culturais. Agir de forma pró-social e dedicar-se às crenças religiosas são duas das principais estratégias para gerir esta ansiedade. Estas observações foram estabelecidas por meio de questionários sobre visões relacionadas à morte e à espiritualidade, preenchidos por pacientes que enfrentavam uma doença com risco de morte. Os resultados confirmaram que as crenças religiosas amenizam a ansiedade em relação ao tema da morte e diminuem a probabilidade de sintomas depressivos. O Efeito Scrooge é uma sensação que mostra o impacto da TGT no comportamento pró-social. A TGT propõe que a ansiedade existencial é desencadeada por lembretes de mortalidade, como aqueles sentidos por Scrooge. As pessoas frequentemente olham para a sua visão de mundo cultural e procuram maneiras de reforçar a sua importância dentro dela para diminuir esta ansiedade. Os indivíduos podem sentir-se mais inclinados a cooperar, a mostrar gentileza e a ser generosos quando são informados da sua própria morte, consciente ou inconscientemente. Estas ações promovem um sentimento de significado e propósito na vida, estando em conformidade com as normas e valores culturais. As pessoas reduzem a ansiedade existencial afirmando o seu valor e significado, ajudando os outros e melhorando a sua comunidade. Eventos que ameaçam a vida têm o poder de mudar a perspetiva de vida; isto é sugerido pelo estudo realizado antes e durante a pandemia de COVID. Os resultados mostram um aumento significativo na relevância da mortalidade. Este é um excelente exemplo de TGT e do efeito Scrooge. A ansiedade em relação à morte e à sua própria mortalidade também leva a um aumento do comportamento pró-social e a uma diminuição do interesse nas propriedades materialistas. A TGT sugere que exibir conduta pró-social pode oferecer uma sensação de imortalidade simbólica. Os humanos podem encontrar algum consolo psicológico diante da mortalidade quando deixam um legado positivo que transcende a sua vida física e beneficia os outros ou a sociedade em geral. Outros estudos sugerem que a saliência da mortalidade pode não influenciar a reciprocidade positiva, mas tem um impacto na reciprocidade negativa (e na retaliação em vez do altruísmo), o que levanta a questão da universalidade do efeito e se este efeito depende ou não do contexto. Investigações posteriores demonstraram que a ansiedade existencial amplifica diferentes comportamentos radicais, tanto positivos, como a busca de sentido, quanto negativos, como o terrorismo e o fanatismo religioso.